# Erika Simon
Erika Simon (* 27. Juni 1927 in Rheingönheim; † 15. Februar 2019 in Würzburg) war eine deutsche Klassische Archäologin. Sie hatte von 1964 bis zu ihrer Emeritierung den Lehrstuhl für Klassische Archäologie an der Universität Würzburg inne.

## Leben und Wirken
Erika Simon, Tochter eines Gartenbauarchitekten, legte 1947 das Abitur am humanistischen Gymnasium in Aschaffenburg ab. Sie studierte von 1947 bis 1952 Klassische Archäologie, Klassische Philologie und Germanistik an den Universitäten Heidelberg und München. Das Erste und Zweite Staatsexamen für das Lehramt legte sie 1951/1952 ab. Bei Reinhard Herbig wurde sie 1952 in Heidelberg mit einer Studie über Opfernde Götter promoviert. 1952/53 erhielt sie für ihre Dissertation das Reisestipendium des Deutschen Archäologischen Instituts. Von 1953 bis 1958 war sie Assistentin von Roland Hampe an der Universität Mainz, wo sie sich 1957 habilitierte. In Heidelberg erfolgte 1959 ihre Umhabilitation. Dort lehrte sie bis 1963 als außerplanmäßige Professorin am Archäologischen Institut. 1964 wurde sie ordentliche Professorin für Klassische Archäologie an der Universität Würzburg und Direktorin der Antikensammlung des Martin von Wagner Museums; 1994 wurde sie emeritiert. Zu ihren akademischen Schülern gehörten unter anderem Gerhard Bauchhenß, Martin Boss, Hans-Peter Bühler, Heide Frohning, Angelika Geyer, Eva Hofstetter-Dolega, Fernande Hölscher, Uta Kron, Ruth Lindner, Hans Lohmann, Matthias Steinhart, Irma Wehgartner und Carina Weiß. Als eine der ersten Frauen in solch einer Position in Deutschland zog sie auch viele Frauen an und hatte damit großen Einfluss auf die Karrieren vieler Klassischer Archäologinnen im deutschsprachigen Raum. Sie hatte mehrere Gastprofessuren unter anderem in Aberdeen, Durban, Wien, Australien, Tallahassee, Austin und Baltimore.
Ihr Schriftenverzeichnis weist bis zum Jahr 2013 fast 400 Veröffentlichungen auf. In ihren Forschungen beschäftigte sich Simon mit der Ikonographie der Griechen und Römer, besonders der Götter, mit griechischen Vasen und Bildprogrammen der römischen Kunst (beispielsweise der Augustusstatue von Prima Porta und der Ara Pacis). Als wegweisend gelten auch ihre Forschungen zur Etruskologie. Sie war maßgeblich an der Entwicklung des Lexicon Iconographicum Mythologiae Classicae (LIMC) beteiligt. Simon hatte keine Berührungsängste mit wissenschaftlichen Disziplinen. So unterstützte sie die Mathematikerin Rosemarie Lierke, als diese eine neue Theorie zur Herstellung antiken Kameo-Glases hatte und damit das Thema von Simons Habilitationsschrift direkt berührte, da sie von Lierkes Theorie überzeugt war, dass diese Vasen nicht wie immer angenommen geschnitten, sondern „getöpfert“ wurden.
Simon war ordentliches Mitglied des Deutschen Archäologischen Instituts, korrespondierendes Mitglied der Heidelberger Akademie der Wissenschaften (seit 1978), der Wissenschaftlichen Gesellschaft an der Universität Frankfurt am Main, der British Academy (seit 2001), der American Philosophical Society (seit 2002) sowie Ehrenmitglied zahlreicher Institute (unter anderem der Society for the Promotion of Hellenic Studies in London) sowie Ehrendoktor der Universität Thessaloniki und der Universität Athen (2006).
Für ihre Verdienste um die Wissenschaft wurde Simon mit zahlreichen Auszeichnungen geehrt, unter anderem mit dem Goldenen Athos-Kreuz des Markus-Ordens des Patriarchats von Alexandrien, dem Ernst-Hellmut-Vits-Preis der Universität Münster, dem Bundesverdienstkreuz am Bande, der Medaille Pro meritis scientiae et litterarum des Bayerischen Kultusministeriums sowie dem Bayerischen Verdienstorden.

## Schriften
Monographien
- Opfernde Götter. Mann, Berlin 1953 (Dissertation Universität Heidelberg 25. März 1952) (2., überarbeitete Auflage. Röll, Dettelbach 2016, ISBN 978-3-89754-482-6)
- Die Fürstenbilder von Boscoreale. Ein Beitrag zur hellenistischen Wandmalerei (= Deutsche Beiträge zur Altertumswissenschaft. H. 7, ZDB-ID 525848-0). Verlag für Kunst und Wissenschaft Grimm, Baden-Baden 1954.
- Die Portlandvase. Verlag des Römisch-Germanischen Zentralmuseums, Mainz 1957 (Habilitation Universität Mainz, Philosophische Fakultät 1957).
- Die Geburt der Aphrodite. de Gruyter, Berlin 1959.
- Der Augustus von Prima Porta (= Opus nobile. H. 13). Dorn, Bremen 1959.
- mit Roland Hampe: Griechisches Leben im Spiegel der Kunst. von Zabern, Mainz 1959.
- mit Roland Hampe: Griechische Sagen in der frühen etruskischen Kunst. von Zabern, Mainz 1964.
- als Herausgeberin und Bearbeiterin: Reinhard Herbig: Götter und Dämonen der Etrusker. 2. Auflage. von Zabern, Mainz 1965.
- Ara Pacis Augustae (= Monumenta artis antiquae. Band 1, ISSN 0933-582X). Wasmuth, Tübingen 1967.
- Die Götter der Griechen. Hirmer, München 1969.
- Das antike Theater (= Heidelberger Texte. Didaktische Reihe. H. 5). Kerle, Heidelberg 1972, (In englischer Sprache: The Ancient Theatre (= University Paperbacks. 766). Translated by Catherine E. Vafopoulou-Richardson. Methuen, London u. a. 1982, ISBN 0-416-32520-3).
- als Herausgeberin: Führer durch die Antikenabteilung des Martin von Wagner Museums der Universität Würzburg. von Zabern, Mainz 1975.
- Die griechischen Vasen. Hirmer, München 1976, ISBN 3-7774-2760-8.
- The Kurashiki Ninagawa Museum. Greek, Etruscan, and Roman antiquities. von Zabern, Mainz 1982, ISBN 3-8053-0625-3.
- Festivals of Attica. An archaeological commentary. University of Wisconsin Press, Madison WI 1983, ISBN 0-299-09180-5.
- Die konstantinischen Deckengemälde in Trier (= Trierer Beiträge zur Altertumskunde. Band 3, Kulturgeschichte der antiken Welt. Band 34). von Zabern, Mainz am Rhein 1986, ISBN 3-8053-0903-1.
- Augustus. Kunst und Leben in Rom um die Zeitenwende. Hirmer, München 1986, ISBN 3-7774-4220-8.
- Eirene und Pax. Friedensgöttinnen in der Antike (= Sitzungsberichte der Wissenschaftlichen Gesellschaft an der Johann Wolfgang Goethe-Universität Frankfurt am Main. Band 24, Nr. 3). Steiner, Wiesbaden/Stuttgart 1988, ISBN 3-515-05181-3.
- Menander in Centuripe. Stuttgart (= Sitzungsberichte der Wissenschaftlichen Gesellschaft an der Johann-Wolfgang-Goethe-Universität Frankfurt am Main. Band 25, Nr. 2). Steiner, Wiesbaden/Stuttgart 1989, ISBN 3-515-05429-4.
- Die Götter der Römer. Hirmer, München 1990, ISBN 3-7774-5310-2.
- Aias von Salamis als mythische Persönlichkeit (= Sitzungsberichte der Wissenschaftlichen Gesellschaft an der Johann-Wolfgang-Goethe-Universität Frankfurt am Main. Band 41, Nr. 1). Steiner, Stuttgart 2003, ISBN 3-515-08347-2.
- Pferde in Mythos und Kunst der Antike. Franz Philipp Rutzen, Ruhpolding u. a. 2006, ISBN 3-938646-05-5.
- Ara Pacis Augustae. Der Altar der Friedensgöttin Pax Augusta in Rom (= Ponte fra le culture. 3, Rom). Röll, Dettelbach 2010, ISBN 978-3-89754-378-2.

Gesammelte kleinere Schriften
- Schriften zur etruskischen und italischen Kunst und Religion (= Schriften der Wissenschaftlichen Gesellschaft an der Johann-Wolfgang-Goethe-Universität, Frankfurt am Main, Geisteswissenschaftliche Reihe. Nr. 11). Stuttgart, Steiner 1996, ISBN 3-515-06941-0.
- Ausgewählte Schriften.
  - Band 1: Griechische Kunst. von Zabern, Mainz 1998, ISBN 3-8053-2021-3;
  - Band 2: Römische Kunst. von Zabern, Mainz 1998, ISBN 3-8053-2404-9;
  - Band 3. Rutzen, Ruhpolding u. a. 2009, ISBN 978-3-938646-39-7;
  - Band 4. von Zabern, Mainz 2012, ISBN 978-3-447-06758-4.
- Schriften zur Kunstgeschichte. (= Schriften der Wissenschaftlichen Gesellschaft an der Johann-Wolfgang-Goethe-Universität, Frankfurt am Main, Geisteswissenschaftliche Reihe. Nr. 17). Steiner, Stuttgart 2003, ISBN 3-515-08112-7.